# Конфликт в Белуджистан
Въоръженият конфликт в Белуджистан започва през 1948 година и продължава в наши дни.
Правителствата на Иран и Пакистан се противопоставят на белуджите да образуват своя държава на тяхна територия.
|  | Тази страница частично или изцяло представлява превод на страницата Balochistan conflict в Уикипедия на английски. Оригиналният текст, както и този превод, са защитени от Лиценза „Криейтив Комънс – Признание – Споделяне на споделеното“, а за съдържание, създадено преди юни 2009 година – от Лиценза за свободна документация на ГНУ. Прегледайте историята на редакциите на оригиналната страница, както и на преводната страница, за да видите списъка на съавторите. ВАЖНО: Този шаблон се отнася единствено до авторските права върху съдържанието на статията. Добавянето му не отменя изискването да се посочват конкретни източници на твърденията, които да бъдат благонадеждни. |